# زندگی خصوصی من

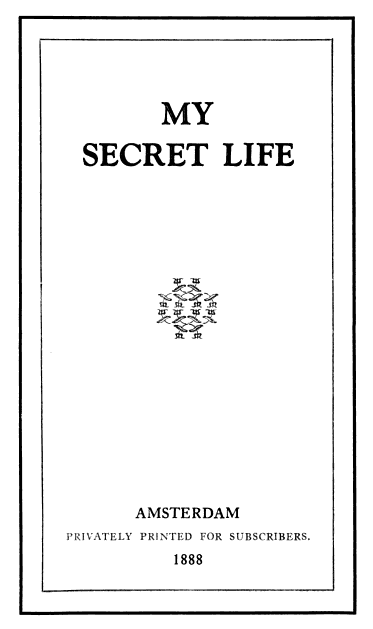
صفحه عنوان کتاب زندگی خصوصی من که در سال 1888 منتشر شد

زندگی خصوصی من (انگلیسی: My Secret Life) نوشتهٔ «والتر»، خاطرات یک نجیب‌زاده‌است که رشد جنسی و تجربیات نویسنده در انگلستان ویکتوریایی را توصیف می‌کند. این اثر اولین بار در یک نسخه خصوصی در یازده جلد، به هزینه نویسنده، شامل یک فهرست ناقص، که در بیش از هفت سال از اوایل سال ۱۸۸۸ منتشر شد.
این کار بسیار سنگین است و به بیش از یک میلیون کلمه می‌رسد. یازده جلد اولیه دارای بیش از ۴۰۰۰ صفحه هستند. متن بسیاری مکرر و بی نظم است. اما لحن صریح و بی پردهٔ آن در توصیف مسائل جنسی و دیگر وجوه مخفی زندگی ویکتوریایی، این اثر را نادر و ارزشمند می‌سازد. به گفته استیون مارکوس، این اثر تنها سند از زندگی در روسپی‌خانه‌های لندن است که به نظر می‌رسد والتر ساعت‌ها در آن‌ها مشغول بوده‌است. از این کتاب به عنوان «یکی از عجیب‌ترین و حساسیت‌برانگیزترین کتاب‌هایی که نوشته شده‌است.» یاد می‌شود.